# Gianfrancesco Poggio Bracciolini

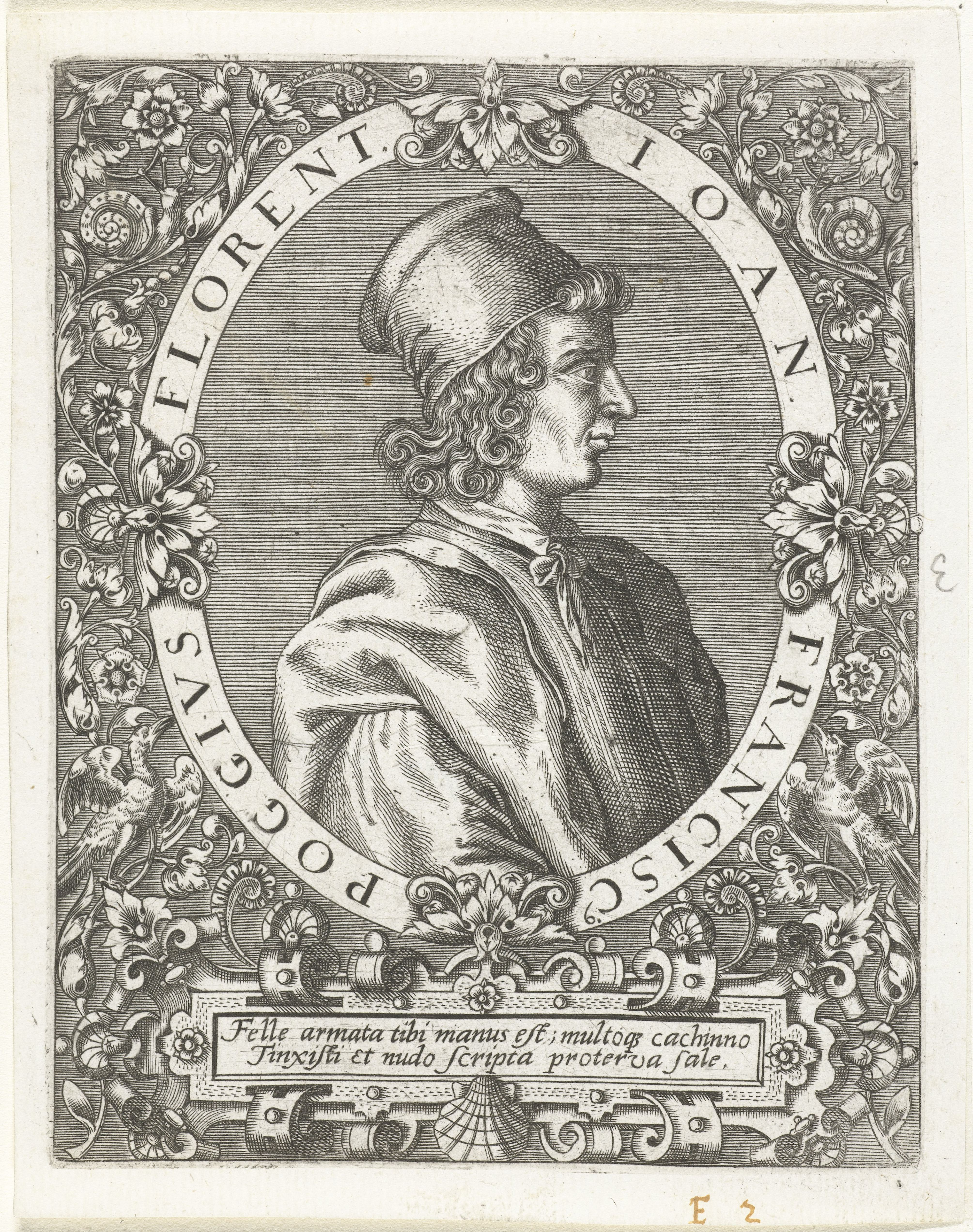
Gianfrancesco Poggio Bracciolini

Gianfrancesco (Giovanni Francesco) Poggio Bracciolini (ur. 11 lutego 1380 w Terranuova, zm. 30 października 1459 we Florencji) – włoski humanista i historyk.
Studiował we Florencji. W 1404 został sekretarzem papieża Bonifacego IX, funkcję tę sprawował za czasów pontyfikatu Innocentego VII, Grzegorza XII, Aleksandra V i Jana XXIII, do 1415. Następnie podróżował po Francji, Niemczech i Szwajcarii; w czasie tych podróży odnalazł w bibliotekach klasztornych zapomniane teksty autorów rzymskich, m.in. Cycerona, Lukrecjusza, Kwintyliana, Tacyta, Witruwiusza. W 1423 został ponownie sekretarzem papieskim, funkcję tę sprawował do 1450. W latach 1453–1458 był kanclerzem Florencji.
Dziadek Braccioliniego ze strony matki, Michaelle Frutti, był notariuszem. To po nim Poggio odziedziczył umiejętność pięknego pisania. Sam Bracciolini twierdził, że i jego ojciec był notariuszem, choć ta informacja nie ma potwierdzenia innego niż słowa kopisty. 
Rodzice Poggia, Guccio i Jacoba, mieli jeszcze dwie córki. Jedna z nich zmarła będąc dzieckiem oraz drugiego syna, z którym później Poggio nie pozostawał w przyjacielskich stosunkach. Około roku 1388, gdy Poggio miał 8 lat, sytuacja materialna rodziny się pogorszyła. Guccio, uciekając przed wierzycielami, musiał sprzedać dom i ziemię, a rodzina Bracciolinich przeniosła się w okolice Arezzo. To najprawdopodobniej tam Poggio chodził do szkoły, nauczył się podstaw łaciny i opanował sztukę pisania. 
W latach 90. XIV wieku Poggio przybył do Florencji, zapewne z listem polecającym od nauczyciela z Arezzo. Karierę zaczął robić dzięki umiejętności pięknej kaligrafii. Był jednym z tych, którzy karolińską minuskułę, wynalezioną na dworze Karola Wielkiego w IX wieku, przekształcili w pismo wykorzystywane do kopiowania rękopisów. Pismo to stało się później podstawą kursywy i antykwy. 
Kopiowaniem książek i dokumentów, Poggio zarabiał na życie. Talent, jakim był jego charakter pisma i umiejętności kopisty, dały mu sławę oraz stabilność finansową. Dzięki temu mógł pobierać lekcje łaciny pod okiem uczonego z Rawenny Giovanniego Malphaghina, który w młodości był sekretarzem i kopistą Petrarki, a później wygłaszał wykłady o Cyceronie i poezji rzymskiej m.in. we Wenecji, Florencji i Padwie. 
Dobra pensja kopisty pozwoliła Poggio zdobyć także profesję notariusza. Egzamin notarialny zdał w wieku 22 lat. Pierwszym dokumentem, jaki potwierdził notarialnie, był list polecający własnego ojca, który, tym razem z Florencji, zbiegł do Rimini, by ponownie ukryć się przed wierzycielami. Osobą, która list wystawiła, był wielki kanclerz republiki florenckiej Coluccio Salutati. 
Salutati był protektorem Braccioliniego, To wśród jego protegowanych Poggio zaprzyjaźnił się z Niccolò Niccolim, potomkiem jednego z najbogatszych rodów w mieście. Niccolò pasjonował się klasycznymi tekstami znajdującymi się w bibliotekach klasztornych i być może to właśnie jego pasja wywarła też wpływ na Poggio, który poszukiwaniami zapomnianych tekstów się zajął. Jednym  z największych odkryć Poggia był odnaleziony w styczniu 1417 roku, najprawdopodobniej w Fuldzie, poemat Lukrecjusza De rerum natura. Historię tego odkrycia przedstawia w pracy Zwrot. Jak zaczął się renesans Stephen Greenblatt.

## Teksty odnalezione przez Braccioliniego
- Astronomica, poemat dydaktyczny Marka Maniliusza[1]
- De aquaeductu urbis Romae autorstwa Frontinusa, dokument opisujący rzymskie akwedukty – odnaleziony w 1429 w klasztorze na Monte Cassino[3][1]
- De architectura autorstwa Witruwiusza, jedyna w pełni zachowana praca o architekturze pochodząca ze starożytności[1]
- De rerum natura, poemat filozoficzny autorstwa Lukrecjusza[1]
- De significatu verborum, skrót Pompejusza Festusa z dzieła encyklopedycznego Werriusz Flakkusa o tym samym tytule[1]
- Punica, epos historyczny autorstwa Syliusza Italikusa[1]
- Pro Caecina, mowa Cycerona[1]
- Silvae, zbiór wierszy autorstwa Publiusza Papiniusza Stacjusza[1]

## Ważniejsze prace
- Historia ludu florenckiego (Historiarium Florentini populi libri VIII), druk. 1715;
- Dialog o szlachcie (De nobilitate).
- Opowieści ucieszne (Liber facetiarum), tł. polskie Inga Grześczak, Warszawa 2019.